# Jean XIV
Jean XIV, né Pietro Canepanova à Pavie en Lombardie, est le 136e pape de l'Église catholique du mois de septembre 983 à sa mort, le 20 août 984.

## Biographie
Après la mort de Benoît VII, l'évêque Pietro Campanora de Pavie, ancien chancelier impérial d'Italie, fut élu pape avec le consentement de l'empereur du Saint-Empire Otton II, et fut couronné à la fin de novembre ou au début décembre de l'an 983, où il prit le nom de Jean XIV car il ne voulait pas qu'un autre pape portât le nom de l'apôtre Pierre, premier pape de l'Église catholique. Il est à noter que les quelques autres Pierre qui accèderont à la papauté changeront toujours de prénom pour la même raison.
Le 7 décembre de la même année, le jeune empereur Otton II meurt à Rome, préparé à la mort par le pape Jean XIV, et fut enterré dans le vestibule de Saint-Pierre de Rome. Lorsque l'antipape Boniface VII, créé par les soutiens romains des Crescenzi, reçut à Constantinople la nouvelle de la mort de l'Empereur, il revint à Rome (en avril 984) et avec l'aide de ses soutiens, fit le pape Jean XIV prisonnier et l'enferma dans les geôles du château Saint-Ange puis s'empara du trône pontifical. Après quatre mois de détention, Jean XIV meurt en prison le 20 août 984 de faim et de misère ou assassiné sur l'ordre de Boniface VII. Quelques siècles après, les archives pontificales ont cru un moment que cette période de quatre mois correspondait à un nouveau pontificat, celui du pape Jean XIV BIS. Ce comptage erroné fit que le pape Jean XX n'eut jamais existé, alors qu'un pape Jean XXI existe !

## Sources
- Liber Pontificalis, éd. Duchesne, II, 259.
- Jaffé, Regesta Rom. Pont., I, 484 sq.
- Langen, Gesch. der römischen Kirche, III, 3;68 sqq.
- Uhlirz, Jahrbücher des deutschen Reiches unter Otto II und Otto III, I, (Leipzig, 1902).